# Jon Auer

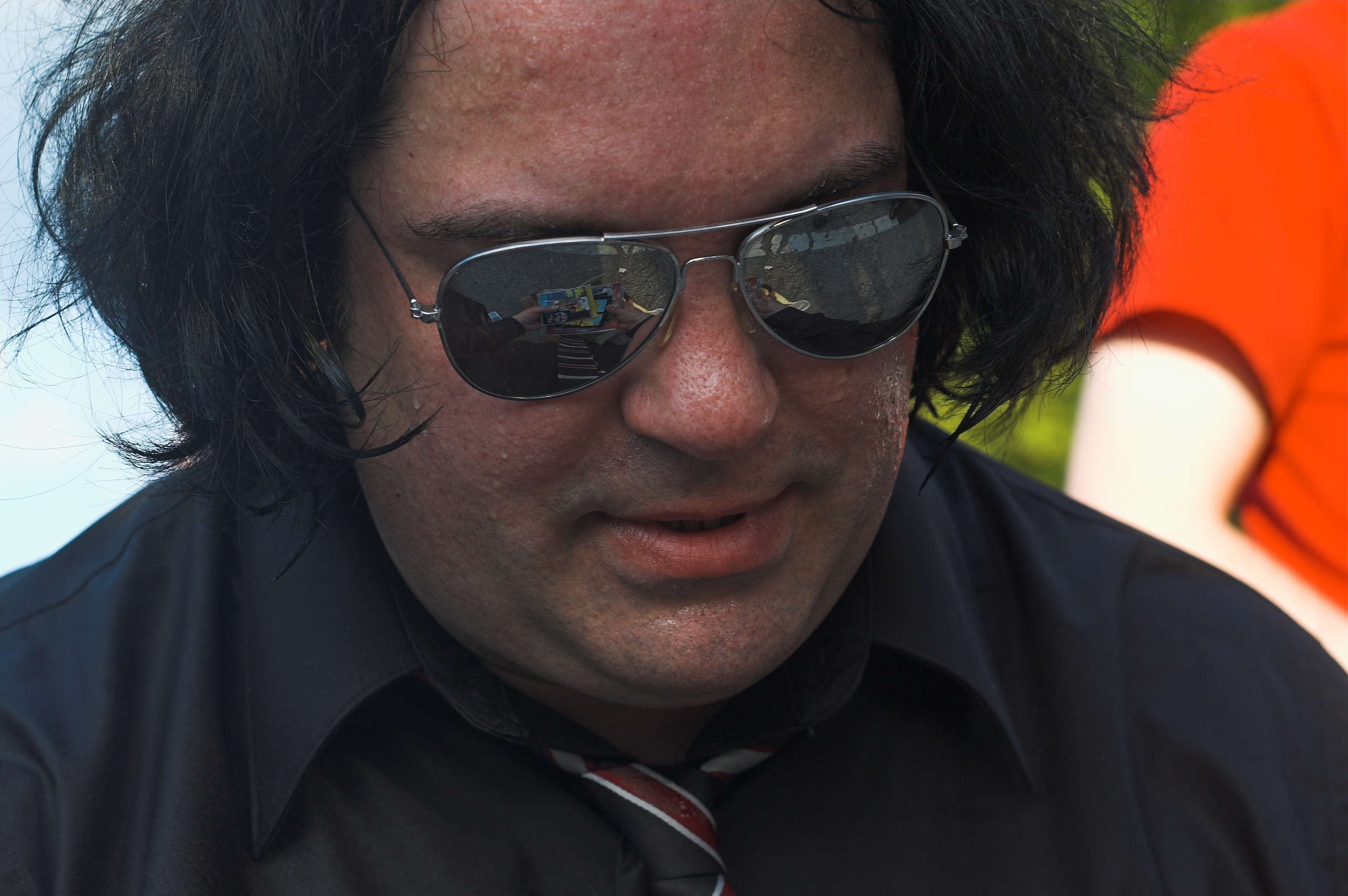
Jon Auer.

Jon Auer fundó en 1986 el grupo de power pop The Posies junto a Ken Stringfellow, convirtiéndose en una de las parejas compositoras más importantes de la música alternativa de finales del siglo XX. Con The Posies consiguió el reconocimiento de fanes y crítica, sobre todo en la que es considerada como su mejor obra, Frosting On The Beater (1993 - Geffen Records). En lo que se refiere a su carrera en solitario, ha editado dos EP y está a punto de sacar al mercado su primer álbum, Songs From The year Of Our Demise (2005 - Pattern 25 Records).

## Discografía
- The Perfect Size (2000 - Houston Party Records)
- 6 1/2 (2001 - Pattern 25 Records)

- Datos: Q5362105
- Multimedia: Jon Auer / Q5362105